# Wolfgangskapelle (Bad Mergentheim)

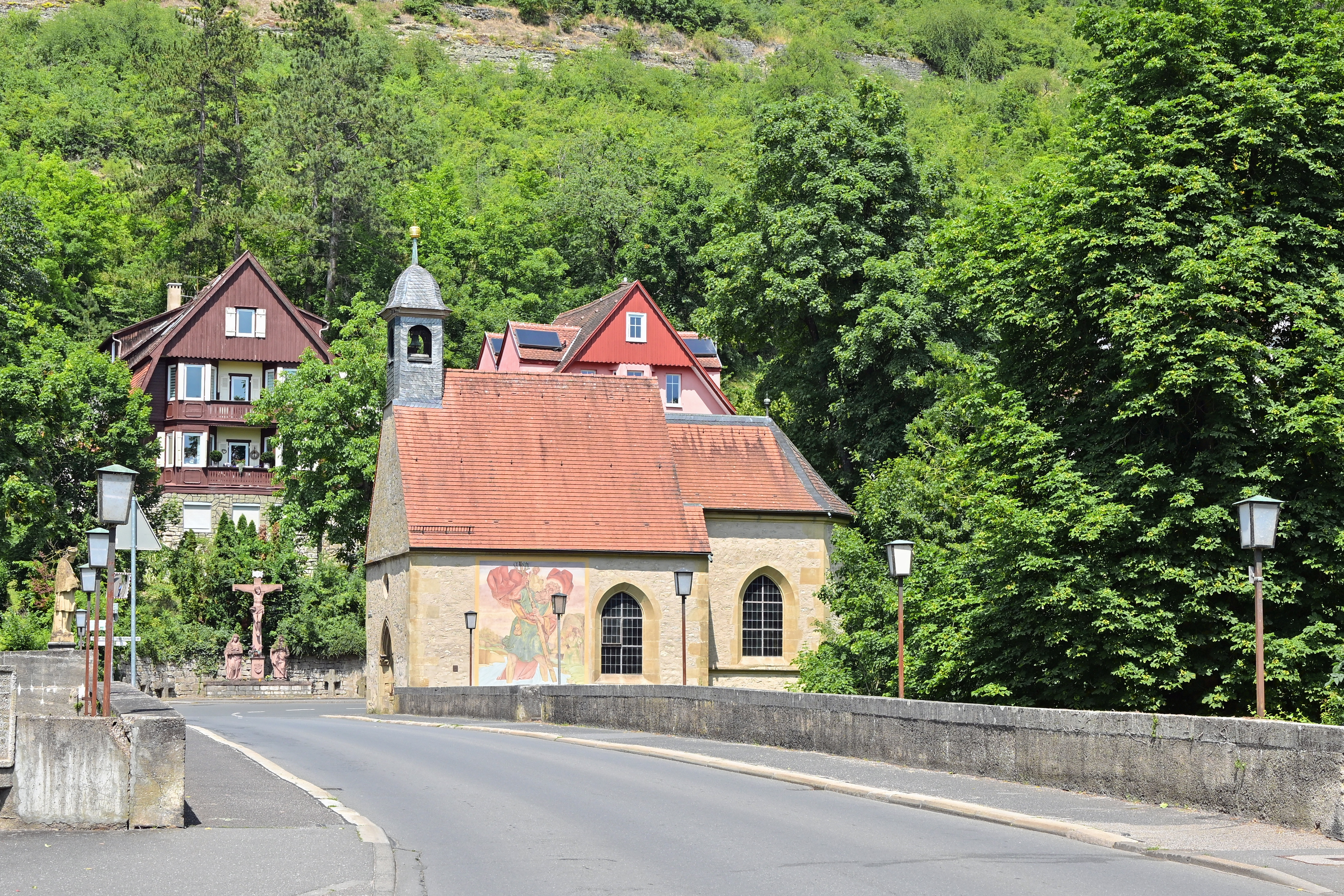
Wolfgangskapelle an der Tauberbrücke

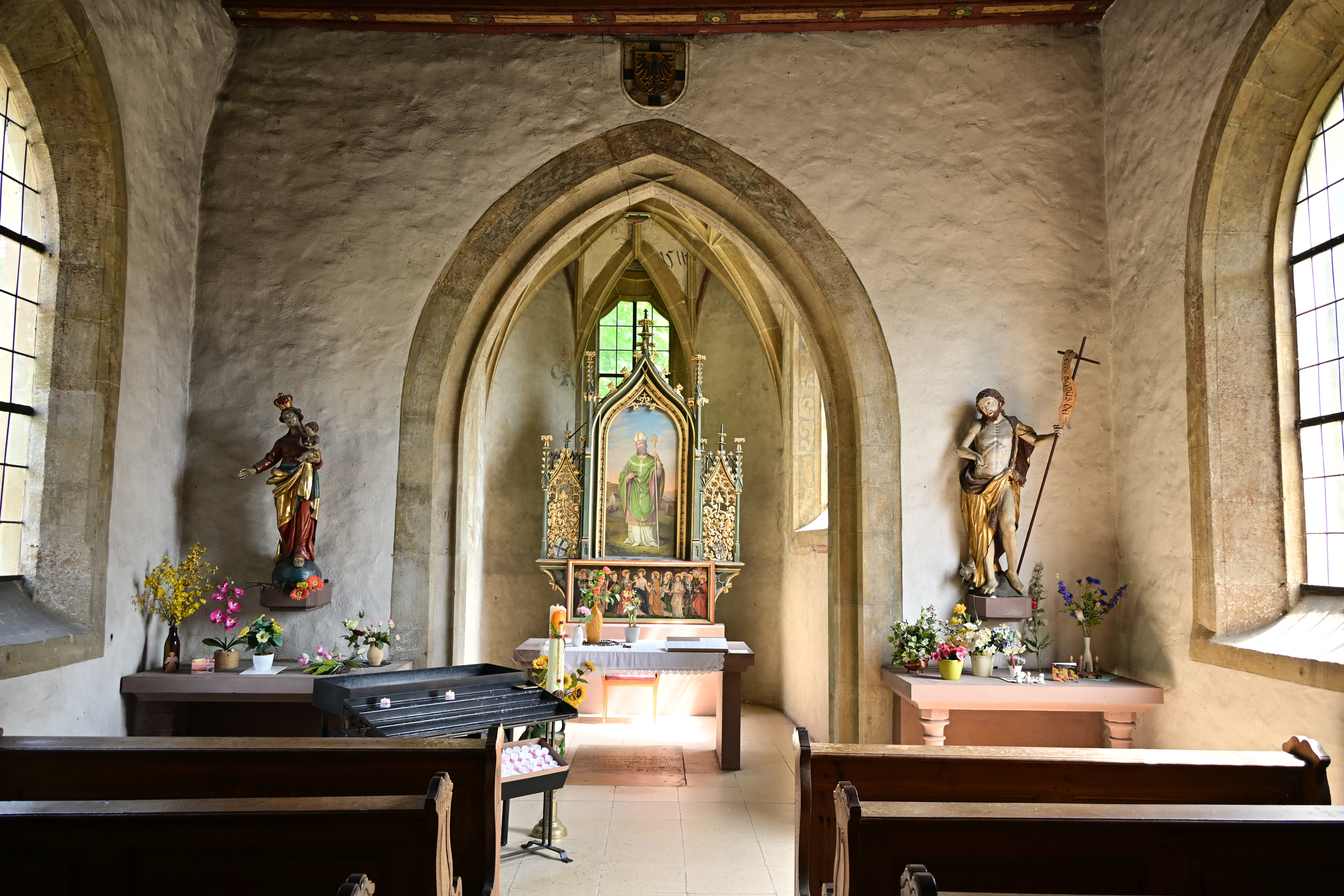
Innenansicht

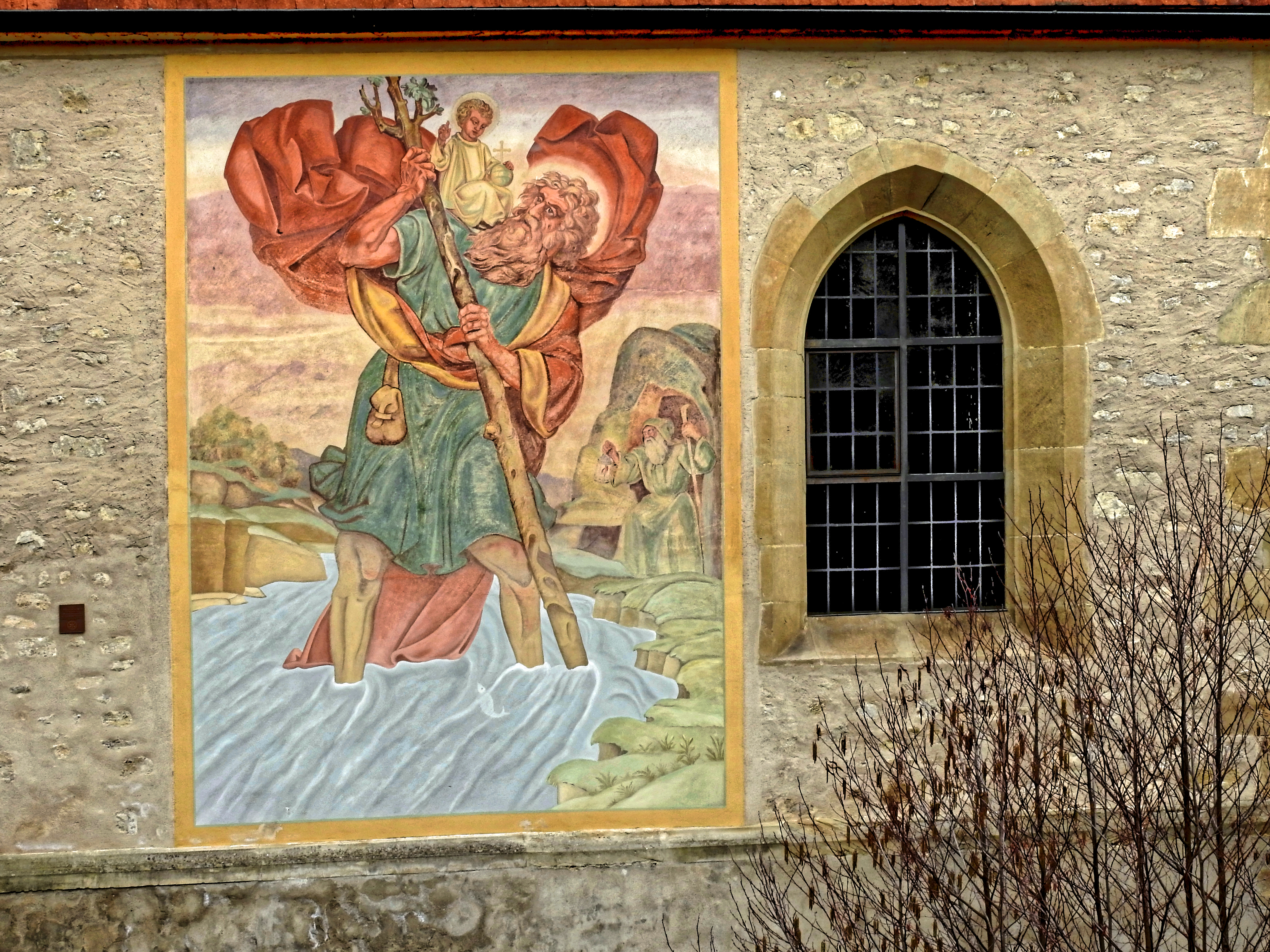
Christophorusbild an Seite zur Tauber

Die Wolfgangskapelle, Kapelle St. Wolfgang, ist eine spätgotische Kapelle aus dem Jahr 1510 in Bad Mergentheim, Main-Tauber-Kreis, im Nordosten von Baden-Württemberg.

## Allgemeines
Die Kapelle befindet sich an der Wolfgangstraße 24 am Nordende der alten Steinbrücke („Wolfgangsbrücke“) über die Tauber, an der mittelalterlichen Handelsstraße nach Würzburg. Sie ist dem Heiligen Wolfgang, den Vierzehn Nothelfern sowie der „Königin aller Heiligen - Maria, der Mutter Christi“ gewidmet.

## Geschichte
Laut zwei Brustbildern mit Beschriftungen „Anno domini“ bzw. „MCCCCCX“ am Westportal wurde sie im Jahr 1510 erbaut. Eine Bürgermeisterrechnung aus dem Jahr 1510 nennt den Baumeister Jörg Mezler und seinen Gesellen Hanns Regwer.

## Architektur und Ausstattung
Die Wolfgangskapelle ist ein spätgotischer Bau mit Dachreiter und Spitzbogenfenstern, an deren Laibungen einige mittelalterliche Bemalungen erhalten sind, ebenso in den Gewölbefeldern des Altarraums. Sie ist mit einem vieleckigen Chor errichtet und hat innen drei Altäre. Überspannt ist der Chor durch ein Netzgewölbe mit fünf Schlusssteinen. Der neugotische Hauptaltar stellt den heiligen Wolfgang mit der Streitaxt bildlich dar, das Holztafelbild des Altars (Predella) die vierzehn Nothelfer mit der Gottesmutter.
Ein überlebensgroßes Christopherusbild von 1884 ziert die südliche Seitenwand zur Tauber hin. Dieses wurde 1936 von Karl Max Lechner und 2001 durch den Rotary Club Bad Mergentheim restauriert.
Der Wolfgangskapelle ist ein Kulturdenkmal der Stadt Bad Mergentheim. Sie steht als sonstiges Denkmal unter Denkmalschutz.